# Tout ce qui brille
Tout ce qui brille ist ein französischer Spielfilm von Géraldine Nakache und Hervé Mimran aus dem Jahr 2010.

## Handlung
Die Verkäuferinnen Lila und Ely leben noch bei ihren Eltern, wobei Lilas Eltern getrennt sind und ihr Vater ihr aus Marokko mitteilt, dass sie nie Teil seines Lebens sein wird. Lila verrät dies weder ihrer Mutter, die an eine Rückkehr des Ehemannes glaubt, noch ihrer besten Freundin Ely. Die beiden jungen Frauen träumen von einem Leben in der besseren Gesellschaft, von teurer Kleidung, Designerschuhen und Partys. Sie schleichen sich heimlich in eine Pariser Edeldisco. Nach Ende der Party beobachten sie, wie die junge Agathe von einem Mann bedrängt wird. Ely schlägt ihn k.o., woraufhin Agathe und das Model Joan sie und Lila nach Hause fahren. Lila gibt an, dass beide in Neuilly-sur-Seine wohnen, obwohl sie in Wirklichkeit in Puteaux leben. Lila kennt jedoch den Haustürcode einer Edelwohnung, da sie dort einmal Babysitterin war, und kann den Schwindel verdecken.
Auf einer Party, zu der sie die Eintrittskarte gestohlen haben, treffen sie Agathe und Joan wieder sowie den jungen Maxx, mit dem Lila bereits in der Disko geflirtet hatte. Während Lila und Maxx sich zurückziehen, wird Ely von Agathe und Joan nach Hause eingeladen. Ely verprellt ihren Vater, der sie von der Feier abholen will, und gibt vor, ihn nicht zu kennen, während er von Agathe und Joan angepöbelt wird. Bei Agathe und Joan daheim wird Ely schnell zum Dienstmädchen degradiert und kümmert sich um die Getränke und die Kleider der Gäste. Lila kommt später nach und stiehlt einen von Agathes Ringen aus der Schmuckschublade, den sie später Ely schenkt. Lila und Ely erfahren, dass Joan einen kleinen Sohn namens Elvis hat.
Auf einem feinen Abendessen treffen Lila und Ely zufällig auf ihre Freundin Carole, die sie vor Agathe und Joan als ihre Fitnesstrainerin ausgeben. Tatsächlich erhält Carole in der Folgezeit zahlreiche Aufträge von Agathe, Joan und deren Freundeskreis. Lila und Ely wiederum leben sich langsam auseinander. Lila führt ihre Beziehung mit Maxx fort, verbringt oft Tage bei ihm und kündigt ihre Stelle. Ely wird von Agathe und Joan zunehmend als Kindermädchen gesehen und kümmert sich rührend um Elvis. Den gestohlenen Ring legt sie heimlich zurück.
Maxx trennt sich eines Tages ohne einen Grund zu nennen von Lila, die nun wieder Kontakt zu Ely sucht. Als Agathe ihr verschwundener Ring auffällt, beschuldigt Lila sofort Carole, doch kann Ely den Ring in Agathes Schmuckkästchen finden. Ely ist von Lilas Verhalten zunehmend enttäuscht, zumal Lila es auch nicht schafft, ihrer Sandkastenliebe Éric deutlich zu sagen, dass sie nichts für ihn empfindet. Hat Ely lange Zeit für Lila gelogen, zwingt sie sie nun auf einer Feier, mit Éric zu sprechen. Lila verbringt die Nacht mit Éric und schleicht sich am Morgen aus dem Haus, wobei sie ihre Tasche zurücklässt. Ely wird in der Nacht von Maxx nach Hause gefahren, dirigiert ihn jedoch zur richtigen Wohnung. Lila, die immer noch darauf gehofft hat, zu Maxx zurückkehren zu können, ist verzweifelt. Die Freundschaft zu Ely zerbricht in einem heftigen Streit. Von Éric erhält Ely kurz darauf Lilas Tasche, die sie zunächst behält.
Ely bringt ihr Leben in Ordnung. Sie versöhnt sich mit ihrem Vater und entschließt sich, in eine eigene Wohnung zu ziehen. Sie wählt dabei nicht eine Wohnung im selben Block wie ihre Eltern, sondern zieht in Caroles alte Wohnung weit von ihren Eltern entfernt. Lila wiederum eröffnet ihrer Mutter, dass ihr Vater die Familie für immer verlassen hat. Auch sie ordnet ihr Leben neu und kriegt eine Stelle in einem Schuhladen. Hier wartet eines Tages Ely auf sie, die mit Tricks ihren Aufenthaltsort erfahren hat. Sie gibt Lila ihre Tasche zurück – zuvor hatte sie die Briefe von Lilas Vater gefunden und gelesen – und beide Freundinnen entschuldigen sich beieinander. Nach kurzer Zeit sind sie bereits wieder zu Streichen aufgelegt, als wäre nie etwas gewesen.

## Produktion

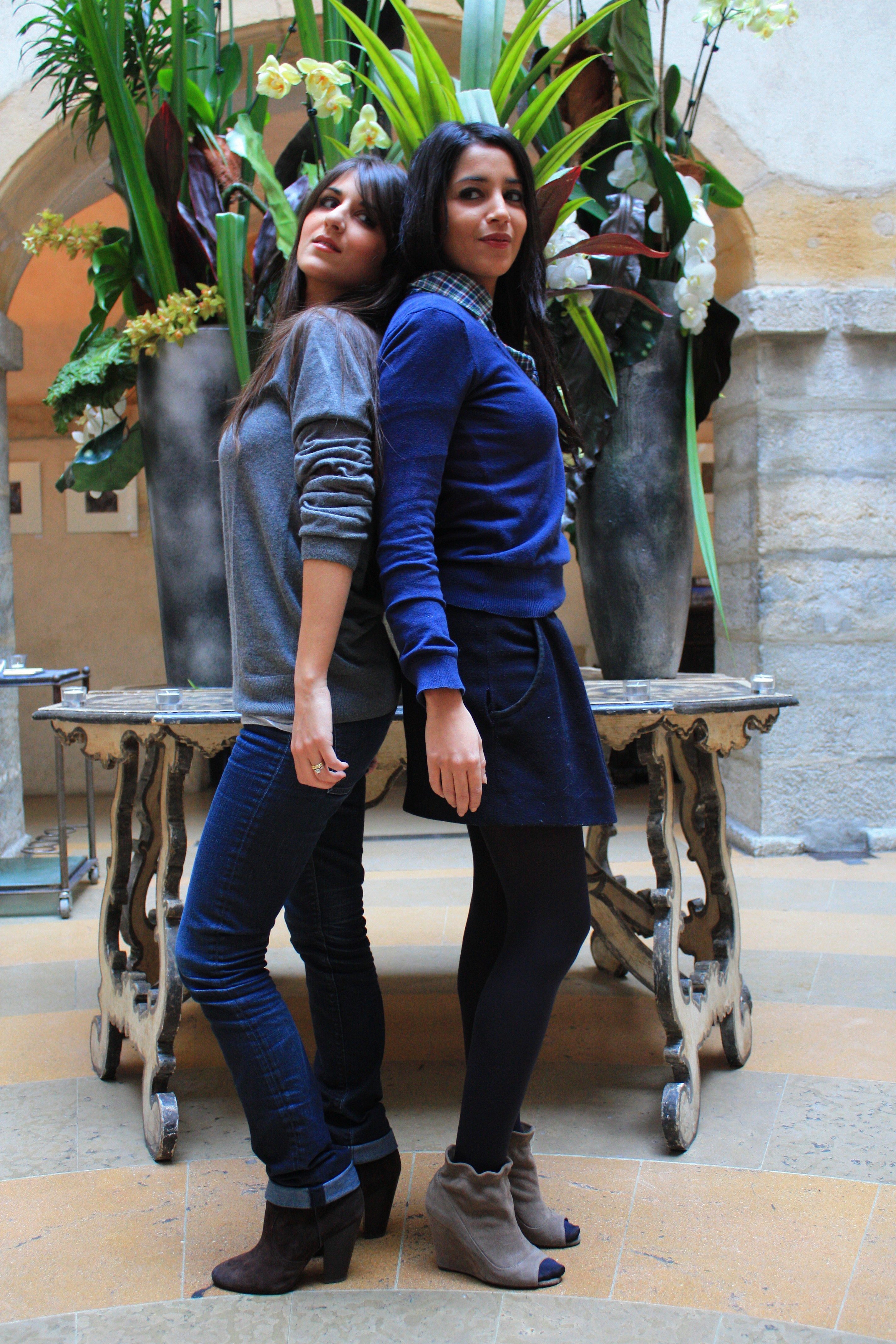
Géraldine Nakache und Leïla Bekhti imitieren ihre Pose des Filmplakats

Tout ce qui brille war das Langfilmregiedebüt von Schauspielerin Géraldine Nakache, die zudem eine der Hauptrollen übernahm. Der Filmtitel nimmt Bezug auf das französische Sprichwort „Tout ce qui brille n’est pas or“ (deutsch: „Es ist nicht alles Gold, was glänzt“). Bereits 2007 hatten Nakache und Mimran einen Kurzfilm gedreht, in dem Nakache und Bekhti als Ely und Lila auftreten. Beide Frauen, die in Puteaux leben, entscheiden sich im Film, die Trendy Tour eines Frauenmagazins anzugehen, wobei sie schon bald Enttäuschungen erleben. Der Film verbreitete sich 2007 über das Internet und wurde schließlich als Bonusmaterial auf der DVD zu Tout ce qui brille veröffentlicht.
Die Dreharbeiten zu Tout ce qui brille fanden unter anderem vor Ort in Puteaux, im Viertel La Défense sowie in der Avenue Victor Hugo in Paris statt. Die Eingangsszenen in der Disko wurden in der VIP-Disko Le Baron gedreht. Die Kostüme schuf Emmanuelle Youchnovski, die Filmbauten stammen von Ivan Maussion. Der von Leïla Bekhti und Géraldine Nakache gesungene Titel Chanson sur une drôle de vie, ein Véronique-Sanson-Cover, erreichte 2010 Platz 6 der französischen Charts.
Tout ce qui brille erlebte am 19. Januar 2010 auf dem Festival international du film de comédie de l’Alpe d’Huez seine Premiere. Er lief am 24. März 2010 in den französischen Kinos an und wurde mit 1,4 Millionen Zuschauern ein Kassenerfolg. Ab 24. März 2010 war der Film zudem in der französischsprachigen Schweiz zu sehen. Eine Auswertung im deutschsprachigen Raum steht bisher noch aus (Stand: März 2016).

## Auszeichnungen
Auf dem Festival international du film de comédie de l’Alpe d’Huez gewann der Film 2010 den Publikumspreis und den Spezialpreis der Jury. Leïla Bekhti wurde 2011 mit dem César als Beste Nachwuchsdarstellerin ausgezeichnet. Audrey Lamy war in derselben Kategorie für den Preis nominiert. Eine weitere César-Nominierung erhielt der Film in der Kategorie Bestes Erstlingswerk. Géraldine Nakache und Leïla Bekhti wurden 2011 jeweils für einen Globe de cristal als Beste Schauspielerinnen nominiert. Leïla Bekhti gewann ebenfalls 2011 einen Étoile d’Or als Beste Nachwuchsdarstellerin; Géraldine Nakache und Hervé Mimran wurde in der Kategorie Bestes Erstlingswerk ausgezeichnet.